# Стокс, Уильям
Уильям Стокс (правильнее Стоукс, англ. William Stokes; 1 октября 1804, Дублин, — 10 января 1878, Хоут) — ирландский врач, профессор Дублинского университета.

## Биография
Учился медицине в госпитале Мит в Дублине. Его перу принадлежат несколько важных работ о сердечных и лёгочных заболеваниях, в том числе «Трактат о диагнозе и лечении грудных болезней» (A Treatise on the Diagnosis and Treatment of Diseases of the Chest, 1837) и «Болезни сердца и аорты» (The Diseases of the Heart and Aorta, 1854), а также одно из первых руководств по использованию стетоскопа. Стокс подчёркивал важность клинического осмотра в установлении диагноза и значимость для студентов-медиков клинической практики.
В его честь названо дыхание Чейна — Стокса. Описал болезнь Стокса —Адамса (или синдром Морганьи — Адамса — Стокса), связанный с аритмией сердца. Известны также два симптома Стокса.
В 1858 году был избран членом Королевской шведской академии наук. В 1874—1876 годах был президентом Ирландской королевской академии.
Один из его сыновей, Уильям, стал врачом, другой, Уитли Стоукс, — известным кельтологом, дочь, Маргарет, была археологом и писательницей.